# Fatoumata Koala
Fatoumata Koala (* 1. Januar 2000) ist eine Leichtathletin aus Burkina Faso, die im Sprint und im Hürdenlauf sowie im Dreisprung antritt.

## Sportliche Laufbahn
Erste internationale Erfahrungen sammelte Fatoumata Koala bei den Juniorenafrikameisterschaften in Tlemcen, bei denen sie im 400-Meter-Hürdenlauf  in 64,03 s den vierten Platz belegte. Anschließend nahm sie an den Jugendweltmeisterschaften in Nairobi teil, bei denen sie mit 65,42 s im Vorlauf ausschied. Im Jahr darauf erreichte sie bei den Afrikameisterschaften in Asaba mit 11,96 m Rang neun im Dreisprung und schied im  Hürdenlauf in der Vorrunde aus. 2019 erreichte sie bei den Juniorenafrikameisterschaften in Abidjan im 100-Meter-Hürdenlauf das Finale, in dem sie ihren Lauf nicht beenden konnte und belegte über 400 m Hürden in 62,47 s Rang sechs. Im August nahm sie erstmals an den Afrikaspielen in Rabat teil, schied dort im 100-Meter-Lauf mit 12,29 s in der ersten Runde aus, wie auch über 400 m Hürden mit neuer Bestleistung von 62,02 s. Zudem belegte sie mit der burkinischen 4-mal-100-Meter-Staffel in 46,77 s Rang sechs. 2022 schied sie bei den Afrikameisterschaften in Port Louis mit 12,47 s in der ersten Runde über 100 Meter aus und belegte mit der 4-mal-100-Meter-Staffel in 47,14 s den siebten Platz. 2024 schied sie bei den Afrikaspielen in Accra mit 60,97 s im Vorlauf über 400 m Hürden aus und belegte mit der Staffel in 49,53 s den siebten Platz. Im Juni kam sie bei den Afrikameisterschaften in Douala mit 62,12 s nicht über die Vorrunde über 400 m Hürden hinaus und mit der Staffel wurde sie in 46,83 s Achte.

## Persönliche Bestzeiten
- 100 Meter: 12,27 s (+0,2 m/s), 25. Juli 2019 in Niamey
- 200 Meter: 25,78 s (−0,6 m/s), 18. August 2018 in Ouagadougou
- 100 m Hürdenlauf: 15,15 s (+0,9 m/s), 18. April 2019 in Abidjan
- 400 m Hürdenlauf: 60,15 s, 27. Juli 2019 in Niamey (burkinischer U20-Rekord)
- Dreisprung: 11,96 m (+0,5 m/s), 5. August 2018 in Asaba